# Campionato asiatico per club 2006 (femminile)
Il campionato asiatico per club 2006 si è svolto dal 24 al 31 maggio 2006 a Manila, nelle Filippine. Al torneo hanno partecipato 7 squadre di club asiatiche ed oceaniane e la vittoria finale è andata per la seconda volta consecutiva al Tianjin Nuzi Paiqiu Dui.

## Squadre partecipanti
- Accel Sports
- Chung Shan
- Garuda
- Hisamitsu Springs
- Rahat
- Sang Som
- Tianjin

## Classifica finale
| Classifica | Squadre           |
| ---------- | ----------------- |
|            | Tianjin           |
|            | Chung Shan        |
|            | Sang Som          |
| 4          | Rahat             |
| 5          | Hisamitsu Springs |
| 6          | Accel Sports      |
| 7          | Garuda            |